# Я тебя ненавижу
«Я тебя ненавижу» — советский художественный телефильм 1986 года. Психологическая драма о разведённых супругах.

## Сюжет
В молодой семье Михайловых случается ссора. Муж сгоряча рванул на стройку, а жена, смирившись с его отъездом, оставшаяся с малолетней дочкой, затаила обиду. Спустя несколько лет герой приехал к жене и повзрослевшей дочери, и пытается выстроить отношения заново.

## В ролях
- Светлана Крючкова — Людмила Александровна Михайлова
- Юрий Кузнецов — Юрий Петрович Михайлов
- Елена Полякова — Джульетта
- Владимир Татаринцев — Коля
- Александр Панкратов-Чёрный — Юлик
- Нелли (Неведина) Селезнёва — соседка, жена Игоря
- Сергей Бодров мл. — мальчик в конноспортивном клубе

## Критика
«Оскаров» за такие ленты не присуждают, но мне и эта его работа нравилась желанием вникнуть в мотивы жизни обычных людей, понять, на чем, собственно, держится мир.— Юрий Валерьевич Данилин, заместитель главного редактора «Литературной газеты», 2008 год
Киновед Любовь Аркус отметила типично мастерскую игру актёра Юрия Кузнецова:

Актёр Юрий Кузнецов, скромный мастер своего дела… его лицо всегда к месту. Несчастный, нелепый мужичонка из мелодрамы «Я тебя ненавижу» или грустный совестливый писатель из «Над темной водой», трогательный нищий немец-идеалист («Брат») или умный, печальный следователь («Подмосковные вечера») — в этих его ролях звучат негромкие родные мелодии о российском горе-злосчастье, о тихой неизбывной тоске усталой живой души.
Для актрисы фильм Светланы Крючковой стал первой главной ролью после долгого перерыва (после фильма «Ольга и Константин» снималась лишь в эпизодах), возвращением на экран:

И когда спустя пять лет она появилась в фильме режиссёра С. Бодрова «Я тебя ненавижу», она была та же и… другая. Взгляд стал глубже, светлее, мягкость, нежность, очарование стали отчетливее, заметнее. Итак, её возвращение началось. Страхи — вдруг забудут, перестанут приглашать — позади.— Советский экран, 1988

Эпизодичная роль стала дебютом в кино для 16-летнего сына режиссёра Сергея Бодрова — младшего, Бодров-старший впоследствии вспоминал: «Я понимал, что он не может играть как профессиональный актёр, поэтому просто попросил в кадре быть собой».